# إريك ليندغرين (لاعب هوكي جليد)
إريك ليندغرين (بالسويدية: Erik Lindgren)‏ هو لاعب باندي ‏ سويدي، ولد في 20 ديسمبر 1902 في ستوكهولم في السويد، وتوفي في 23 يوليو 1973.

## وصلات خارجية
- إريك ليندغرين على موقع EliteProspects.com (الإنجليزية)
- إريك ليندغرين على موقع Eurohockey.com (الإنجليزية)